# صموئيل ريا
صموئيل ريا (بالإنجليزية: Samuel Rea)‏ هو مهندس مدني ومهندس أمريكي، ولد في 1855 في Hollidaysburg, Pennsylvania ‏ في الولايات المتحدة، وتوفي في 1929.